# The Evil That Men Do (Iron Maiden)
The Evil That Man Do è un singolo del gruppo musicale britannico Iron Maiden, pubblicato il 1º agosto 1988 come secondo estratto dal settimo album in studio Seventh Son of a Seventh Son.

## Descrizione
Il titolo del brano deriva da un verso della celebre tragedia di William Shakespeare Giulio Cesare e precisamente dal discorso fatto da Marco Antonio alla folla dei Romani all'indomani dell'assassinio di Cesare.
(Julius Caesar di Shakespeare)
Nel lato B del singolo sono presenti nuove registrazioni di due brani tratti dal primo album Iron Maiden, Prowler e Charlotte the Harlot.

## Tracce
1. The Evil That Men Do  (Smith, Dickinson, Harris)  - 4:35
2. Prowler '88  (Harris)  - 4:08
3. Charlotte the Harlot '88  (Murray)  - 4:11

## Formazione
- Bruce Dickinson – voce
- Adrian Smith – chitarra
- Dave Murray – chitarra
- Steve Harris – basso
- Nicko McBrain – batteria